# 311 South Wacker Drive
311 South Wacker Drive là một toàn nhà cao tầng tại Chicago, Hoa Kỳ. Tòa nhà này được xây xong năm 1990. 311 South Wacker Drive có chiều cao 293 m, 65 tầng. Đây là tòa nhà cao thứ 6 tại Chicago, cao thứ 14 tại Hoa Kỳ, đã từng là tòa nhà bê tông cốt thép cao nhất thế giới từ 1990-1992 và bị Central Plaza ở Hồng Kông qua mặt.. Đến năm 2008, đây là tòa nhà cao thứ 45 thế giới.

## Thiết kế
311 South Wacker Drive là tòa nhà được thiết kế theo phong cách hậu hiện đại ở khu Loop của Chicago.
Đây là tòa nhà được đặt tên theo địa chỉ và dễ dàng nhìn thấy nếu bạn đi trên đường ở Chicago vào ban đêm. Nhờ vào những hình trụ làm bằng vật liệu mờ được thắp sáng bởi 1.852 đèn huỳnh quang, tòa nhà trở nên vô cùng nổi bật khi đêm đến.
Ngoài ra, tòa nhà còn có dịch vụ cho khách thuê bán lẻ và thương mại. Tòa nhà có sảnh rộng rãi với trần cao 2 tầng. Có một phần tiền sảnh với kết cấu thép chịu ảnh hưởng của chữ "L". Cây cọ và đài phun nước cũng tạo hình cho tiền sảnh.